# Midacritus kuscheli
Midacritus kuscheli är en tvåvingeart som beskrevs av Seguy 1951. Midacritus kuscheli ingår i släktet Midacritus och familjen Mydidae. Inga underarter finns listade i Catalogue of Life.